# NCT Life 團結大會
《NCT Life 團結大會》是韓國V Live電視台的綜藝節目，由NCT出演。節目將展現NCT規劃團結大會前的私下樣子與團結大會幕後花絮,同時在節目中能看見NCT各種不同的面貌。